# Association Internationale des Automobile Clubs Reconnus
A Association Internationale des Automobile Clubs Reconnus (em português: Associação Internacional de Automóveis Clubes Reconhecidos), ou simplesmente AIACR, foi uma entidade supranacional com sede em Paris, França. Era o órgão internacional máximo do automobilismo desde sua criação até a fundação da Federação Internacional de Automobilismo (1947), sua sucessora.
Fundada em 20 de Junho de 1924, era a responsável pelos regulamentos das corridas de automóveis e dos motores. Sua função era, essencialmente, a de regular o tamanho das máquinas que iriam se apresentar às provas. Contudo, o seu poder não era suficientemente forte para que todas as marcas de automóveis seguissem as suas regras, cumprindo apenas o limite de peso.

## História
A ideia dos Grandes Prêmios (GP's) nasceu nas corridas francesas do final do século XIX. A atenção do público cresceu e, em 1924, nasceu a Associação Internacional de Clubes de Automóveis Reconhecidos (AIACR). Ao longo das décadas seguintes, várias corridas foram disputadas, e nomes como o do italiano Tazio Nuvolari e do alemão Bernd Rosemeyer eram os principais destaques. Em 1947, após a pausa forçada pela Segunda Guerra Mundial, os clubes se reorganizaram e fundaram a Federação Internacional de Automobilismo (FIA), também com sede em Paris.